# Geeste, Niedersachsen
Geeste är en kommun och ort i Landkreis Emsland i förbundslandet Niedersachsen i Tyskland.